# Kommission für den Eisenbahnverkehr RailCom
Die Kommission für den Eisenbahnverkehr RailCom ist eine Regulierungsbehörde in der Schweiz. Sie gewährleistet den diskriminierungsfreien Zugang zum Eisenbahnnetz, zu den vom Bund mitfinanzierten Umschlagsanlagen des kombinierten Verkehrs und Anschlussgleisen sowie zu den Dienstleistungen der Nahzustellung von Gütern auf der Schiene. Als unabhängige, marktorientierte Behördenkommission beaufsichtigt und unterstützt die RailCom das Funktionieren des Eisenbahnmarktes.
Die RailCom ist seit dem 1. Januar 2000 tätig (bis Mitte 2020 unter dem Namen Schiedskommission im Eisenbahnverkehr SKE). Sie besteht aus fünf bis sieben Mitgliedern, die vom Bundesrat gewählt werden; Präsidentin ist seit 2025 Barbara Furrer. Administrativ ist die RailCom dem UVEK zugeordnet. Die Kommission wird unterstützt von einem Fachsekretariat mit Sitz in Bern.
Die RailCom erfüllt ihren gesetzlichen Auftrag wie folgt:
- Als Fachgericht entscheidet sie über Klagen und Beschwerden, beispielsweise von Eisenbahn- und weiteren Transportunternehmen.
- Als Aufsichtsbehörde führt sie von Amtes wegen Untersuchungen durch und ordnet Massnahmen zur Gewährleistung der Diskriminierungsfreiheit an. Sie betreibt hierfür ein Marktmonitoring und eine Marktbeobachtung. Zudem nutzt die RailCom im Rahmen ihrer Tätigkeit als Aufsichtsbehörde das Instrument der «begleitenden Aufsicht». Dieses dient dazu, frühzeitig und im Austausch mit den Betroffenen mögliche Diskriminierungen zu erkennen und zu beseitigen.
- Auf internationaler Ebene arbeitet die RailCom mit anderen ausländischen Regulierungsbehörden zusammen, insbesondere im Bereich der Güterverkehrskorridore.